# Clara Ursin

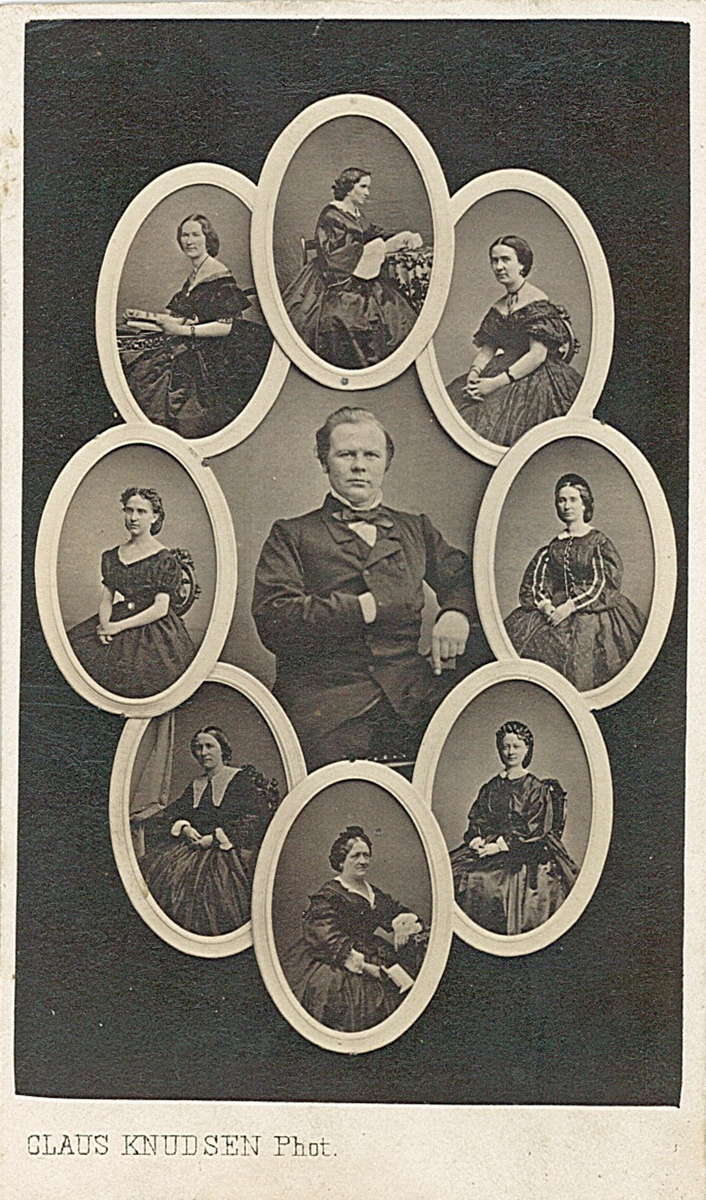
Johannes Brun i mitten med Louise Brun överst och, medsols, skådespelarkollegerna Lucie Wolf, Clara Ursin, Elisa Bidenkap, Signe Giebelhausen, Sofie Parelius, Amalie Døvle och Laura Gundersen.

Clara Ursin, född Hansen 1828 i Danmark, död 1890 i Norge, var en dansk-norsk skådespelare och operasångare. 
Clara Ursin debuterade i Köpenhamn 1847 och engagerades 1849 vid Christiania Theater i Kristiania i Norge, där hon var anställd till 1875. Hon betraktades som teaterns kanske främsta sångerska. Tack vare henne och några till av teaterns skådespelare som hade en god sångröst, så som Sommerfeldt, kunde teatern efter säsongen 1849-50 också ge en del operaföreställningar. Hon var gift med den norske violinisten Fredrik Ursin. 
Christiania Theater ansågs säsongen 1863 i stort sett ha blivit en norsk scen, då endast sex av dess 40 medlemmar då ännu var danska; paret Ursin, paret Giebelhausen, Nielsen, Wolf och Lund, men då endast Sofie Parelius och Georg Krohn ännu betraktades som framstående, var scenen ännu behärskad av danska krafter, då de senare berömda aktörerna Abelsted, Bucher och Amalie Dövle ännu inte fått sina genombrott. 
Det sades om Clara Ursin, att även om hennes talang som skådespelare var medelmåttig, var hon i många år teaterns främst sångerska: 
"Hun havde i disse Aar ikke indtaget nogen høi Rang som Skuespillerinde, men i lange Tider været Theatrets bedste Sangerinde og udført betydelige Sangpartier saavel i Operaen som i Operetten."
Bland hennes roller nämns Mad. Smidt i «Gjenboerne». 
Hon avslutade sin scenkarriär efter säsongen 1875-76.